# مانويل لورنو سيلفا
مانويل لورنو سيلفا (بالبرتغالية: Manuel Lourenço Silva‏) (مواليد 1904) هو سبّاح برازيلي، مثّل بلاده في الألعاب الأولمبية الصيفية 1932.

## روابط خارجية
- مانويل لورنو سيلفا على موقع الاتحاد الدولي للسباحة (الإنجليزية)
- مانويل لورنو سيلفا على موقع أوليمبيديا (الإنجليزية)